# 孔戡
孔戡（?—?），字胜始，一字君勝，唐朝冀州人，孔子三十八代孙，東光令孔務本的曾孙，海州司戶參軍孔如珪的孙子，著作佐郎孔岑父的儿子，孔巢父的侄子，孔戣、孔戢的哥哥。
孔戡性情方严有家法，重许诺，尚忠义。进士及第，其弟孔戢，字方举。孔巢父死难，诏书给一子官职，孔戢补修武尉，不受，让给其兄孔戡。孔戡补修武县县尉，以大理评事佐昭义李长荣节度使府。卢从史以别将代镇泽潞，将孔戡留署辟为掌书记。卢从史骄横，夺部将妻妾，与王承宗、田绪暗中连结，需要效仿河朔之事割据固位。孔戡每每秉笔至不轨之言，极谏以为不可，触怒卢从史，一年后，谢病回到洛阳。
李吉甫镇守扬州，召孔戡入幕府。卢从史知道后，上疏诬陷，请加贬逐。唐宪宗不得已，授孔戡卫尉丞，分司东都洛阳。从贞元年间开始，节度使诬奏从事的事情，都不调查，便行降黜。处置孔戡的诏书降下，给事中吕元膺以为不可，宪宗令宦官慰喻吕元膺：“朕非不知孔戡，行用之矣。”制书方下。孔戡没有升官就去世了，年五十七岁。卢从史败亡，赠孔戡驾部员外郎、司勋员外郎。